# Flauta travessera de sistema simple
La flauta travessera de sistema simple o flauta travessera alemanya és un instrument d'orquestra antic que modernament s'ha substituït per la flauta travessera de sistema Boehm. La flauta tenia un cos cònic i un broquet cilíndric on hi havia els forats per emetre les notes i vuit claus: les cinc de la flauta de cinc claus o bàsiques, una clau de fa duplicada i dues claus al peu per rebaixar el so, d'aquesta manera es podia accedir a un registre més ampli de sons aguts i greus que tenint només els forats.
S'anomena flauta simple perquè els forats estaven disposats a intervals regulars, mentre que el sistema Bohem els eixampla i col·loca en llocs on acústicament es pot obtenir millor rendiment. Aquesta flauta estava feta de fusta i es va usar fins al segle xviii. En l'actualitat aquesta flauta s'usa sobretot per interpretar peces antigues i música popular.